# Roztropność

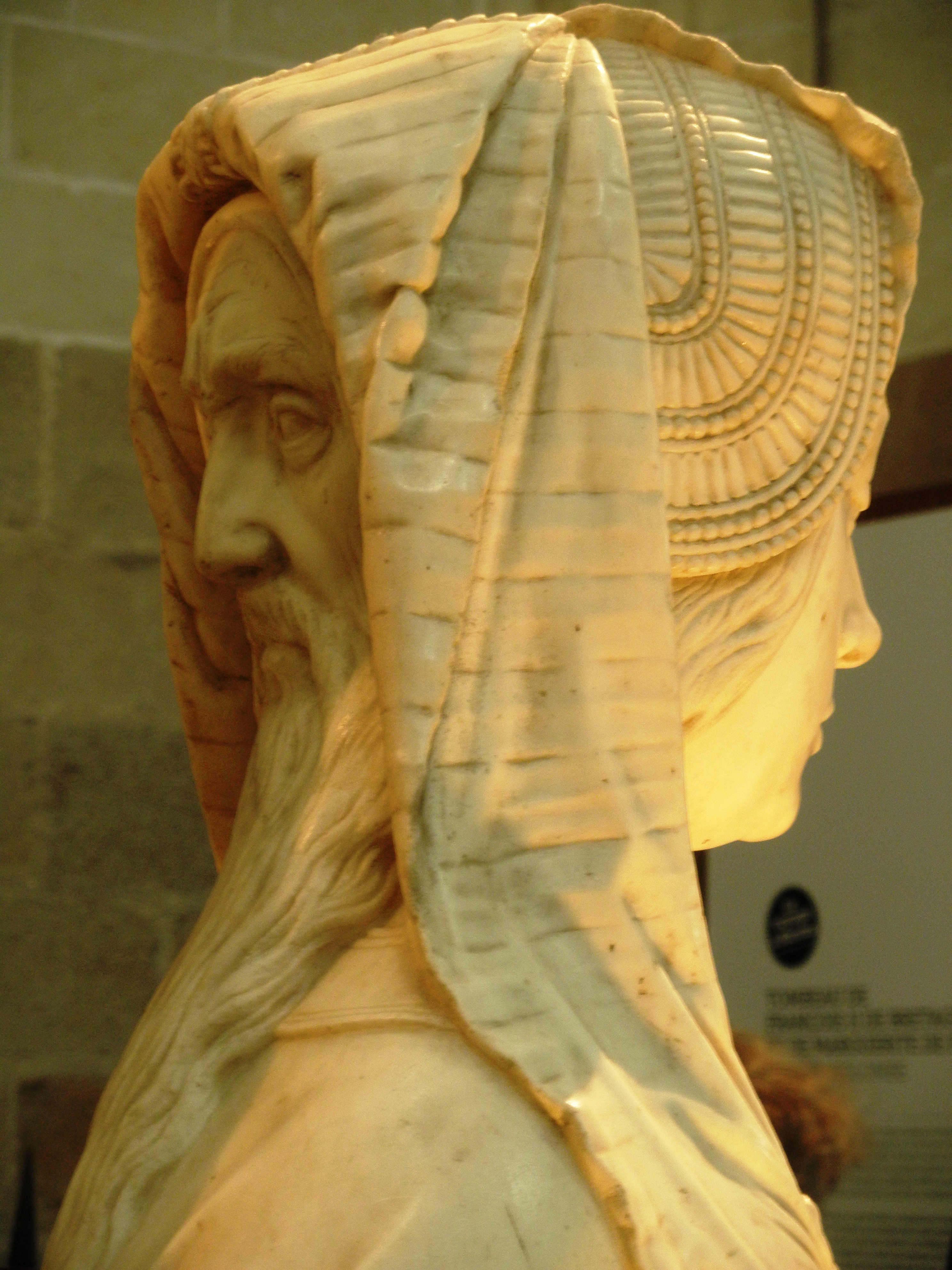
Rzymska bogini roztropności - Prudentia.

Roztropność – cnota moralna, która wyraża się umiejętnością dobierania właściwych środków prowadzących do celu. Jest zasadą doskonalenia postępowania człowieka.
Człowiek roztropny korzysta z rozumu, który powinien dostarczać elementów osądu czy też kryteriów oceny. Potrafi też zasięgnąć rady u innych.
Roztropność jest jedną z czterech cnót kardynalnych w chrześcijaństwie. Pod pojęciem roztropności oddaje się często starożytne pojęcie fronesis.

## W intelekcie
W intelekcie człowieka roztropność jest mechanizmem pomagającym dobrać właściwe środki do konkretnych celów.
Człowiek roztropny, mimo wielu środków prowadzących do obranego celu, wykazuje się roztropnością, dopiero gdy wybrany przez niego środek jest środkiem dobrym w wymiarze moralnym.

## W woli
Roztropność w woli jest to umiejętność dążenia do dobra, która została wykryta przez rozum i dotyczy ściśle określonego celu.

## W działaniu
Pozwala określić, jak w konkretnych okolicznościach można pogodzić ze sobą dążenia wielu ludzi, nie wykluczając własnych i nie tracąc przy tym wyczucia kiedy nie tylko można odstąpić od społecznie przyjętych norm, ale także zachować konieczny margines czynienia wyjątków od osobiście cenionych zasad i wartości.

## Składniki
Św. Tomasz z Akwinu wyróżnia 8 składników roztropności (5 pierwszych dotyczy zamierzenia, 3 pozostałe do wykonania):
1. pamięć – czyli wyciąganie wniosków z przeszłości, historia jest nauczycielką życia, także historia mojego życia;
2. zdrowy ogląd rzeczywistości – nieraz widzimy to, co chcielibyśmy widzieć, albo ze strachu lub ze wstydu nie dostrzegamy tego, czego nie chcemy widzieć;
3. otwartość na pouczenia innych – chodzi o to, aby „dać sobie powiedzieć”, czyli mądrze korzystać z rad innych;
4. domyślność – to umiejętność dostrzegania przyczyn różnych zdarzeń i ich powiązań;
5. zdrowy osąd – niezbędne jest logiczne myślenie, zdolność rozumowania praktycznego;
6. przewidywanie – to bywa najtrudniejsze, chodzi o wyobrażenie sobie skutków podejmowanych czynów, także tych sięgających daleko w przyszłość, aż w wieczność. Przysłowie mówi: „Cokolwiek czynisz, czyń roztropnie i patrz końca”;
7. oględność – to jest pewna elastyczność, uwzględnienie nieprzewidywalności zdarzeń;
8. zapobiegliwość – to jest forma ostrożności, to jest liczenie się z ewentualnymi trudnościami[1].

## Rodzaje
Wyróżnia się dwa rodzaje roztropności:
- osobista – roztropność w kierowaniu własnym życiem,
- społeczna (polityczna) – roztropność w kierowaniu innymi (w rodzinie, wojsku, Kościele)[2].

## Grzechy przeciw roztropności
Kościół katolicki wyróżnia 4 główne grzechy przeciw cnocie roztropności:
1. Lekkomyślność – zbyt szybkie przechodzenie od ogólnej zasady do działania, bez wzięcia pod uwagę różnych zmiennych okoliczności; zapominanie o życiowych celach w podejmowaniu działań;
2. Brak rozwagi – brak refleksji nad różnymi aspektami czynu, jaki chce się podjąć. Niektórzy autorzy (np. Jacek Woroniecki) łączą brak rozwagi z lekkomyślnością;
3. Brak stałości – brak realizacji dobrze podjętej decyzji (bo jest trudna, bo nie mam ochoty);
4. Opieszałość, lenistwo – brak silnej woli, aby podjąć dobrą decyzję[3].